# Trigonidium pubescens
Trigonidium pubescens är en insektsart som först beskrevs av Lucien Chopard 1954.  Trigonidium pubescens ingår i släktet Trigonidium och familjen syrsor. Inga underarter finns listade i Catalogue of Life.